# Mairiporã
Mairiporã is een gemeente in de Braziliaanse deelstaat São Paulo. De gemeente telt 79.155 inwoners (schatting 2009).

## Aangrenzende gemeenten
De gemeente grenst aan Atibaia, Bom Jesus dos Perdões, Caieiras, Francisco Morato, Franco da Rocha, Guarulhos, Nazaré Paulista en São Paulo.